# Microglanis iheringi
Microglanis iheringi (Мікрогланіс зебровий) — вид сомоподібних риб з роду Microglanis родини Pseudopimelodidae. Інші назви «сомик-арлекін», «сомик-бджілка».

## Опис
Загальна довжина сягає 5-7 см. Спостерігається статевий диморфізм: самиця більша та гладкіша за самця. Голова коротка, її ширина дорівнює довжині. Очі маленькі, без вільного краю орбіти. Рот широкий. Є 3 пари коротеньких вусів. Тулуб стрункий, вкритий лускою. Хвостове стебло сплощене. Спинний і грудні плавці мають гострі шипи. Спинний плавець широкий, з розгалуженими променями. Жировий порівняно великий. Грудні плавці витягнуті, широкі. Анальний плавець дещо подовжено. Хвостовий плавець з широкими лопатями й виїмкою.
Забарвлення золотаво-коричневого кольору з 4 поперечними широкими смужками темно-кавового кольору. За цей вигляд отримав свої інші назви.

## Спосіб життя
Є демерсальною рибою. Воліє до прісної й чистої води. Зустрічається у проточних річках з кам'янистим або гравійним дном. Утворює доволі великі косяки. Живиться комахами, що впали у воду, насамперед мурахами.
У віці 1,5 років досягає статевої зрілості. Нерест відбувається у проточних струмках, при наявності присмерку та різних укриттів. Самка відкладає більше 100 ікринок.

## Розповсюдження
Мешкає у водоймах Венесуели і Колумбії.

## В акваріумі
Акваріум повинен бути типу «корито» і мати об'єм не менше 60 літрів. Для тримання в акваріумі температура повинна становити 24-26 °C, жорсткість води — до 12° і кислотність — pH 6,5-7,5. Необхідні фільтрація, аерація води. Також рекомендується щотижнева заміна води в акваріумі до 30 % від всього об'єму.
Цей мікрогланіс споживає різний харч, зокрема хірономідів, олігохетів, волохокрилиць.